# Ice Cream Freeze (Let's Chill)
"Ice Cream Freeze (Let's Chill)" é uma música pop da cantora, compositora e atriz americana Miley Cyrus, atuando como Hannah Montana - o alter ego de Miley Stewart -  personagem que Miley desempenha na série do Disney Channel Hannah Montana. A canção foi escrita por Matthew Gerrard e Robbie Nevil, e produzida por Gerrard. Foi lançada no dia 30 de Junho de 2009, pela Walt Disney Records, como single promocional da terceira trilha sonora da série, Hannah Montana 3. A versão karaokê está disponível no álbum Disney Karaoke Series: Hannah Montana 3. É uma música com "instruções" de dança e com um ritmo country pop, com uma letra que fala sobre sorvete e outros alimentos congelados.
A canção rendeu reações negativas da crítica contemporânea, mas rendeu um sucesso comercial para Cyrus em vários países, em comparação com seus trabalhos anteriores como Montana. "Ice Cream Freeze (Let's Chill)" fez o seu pico mais alto nos charts com o  número #57 na Canadian Hot 100. A canção também entrou em charts do Reino Unido e dos Estados Unidos. O vídeo para "Ice Cream Freeze (Let's Chill)" foi lançado, sendo este gravado a partir de imagens de um concerto promocional.

## Sobre
"Ice Cream Freeze (Let's Chill)" foi co-escrita por Matthew Gerrard e Robbie Nevil, uma dupla de compositores de longa data de Montana; Juntos, eles escreveram o hit "The Best of Both Worlds", lançado em 2006. "Ice Cream Freeze (Let's Chill)" tem movimentos de dança criados por Jamal Sims, que são fortemente influenciados pela "linha de dança".